# 大沽口炮台之战 (1900年)

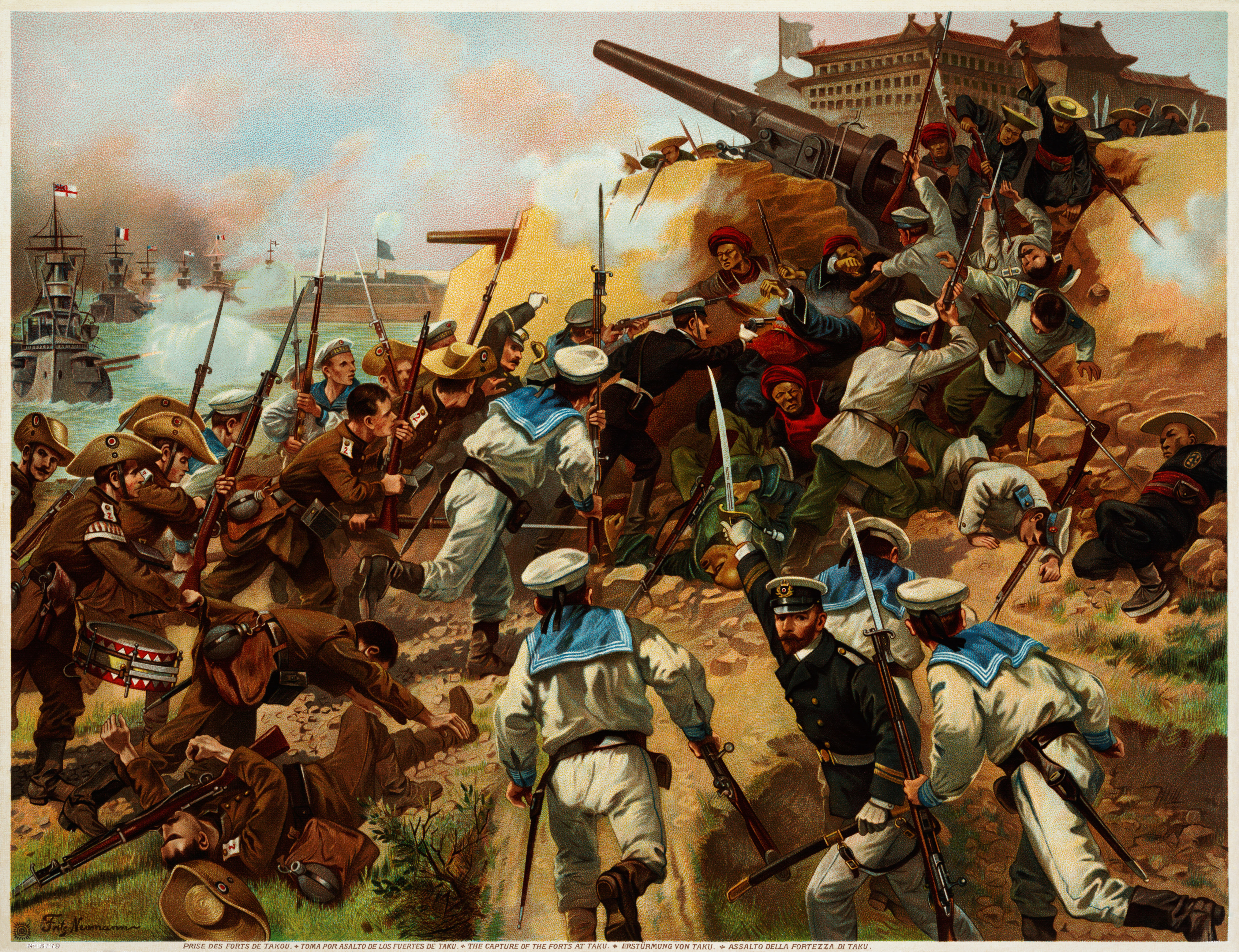
联军冲向炮台

大沽口炮台之战是义和团运动期间，八国联军於1900年6月与防守大沽口炮台的清朝军队之間的一场战役。欧洲和日本海军在与清军进行了短暂但血腥的战斗后占领了大沽炮台。此战的战损促使清政府站在义和团一边，同时清军奉命抵抗中国领土内的所有外国军队。联军一直控制着大沽口直到1901年9月义和团运动结束。

## 背景

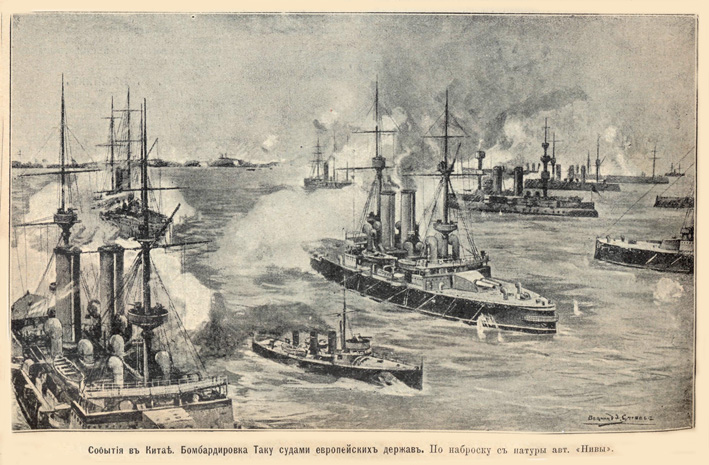
大沽口的联军船

1900年，义和团运动中的拳民威胁外国势力。拳民是中国本地的农民运动义和团成员，旨在终结外国对中国的影响。至6月初，经清廷许可，有450名来自八国的士兵和海军陸戰隊分批陆续抵达北京保护外交使馆区。6月9日，使馆区与天津的联络中断，虽然此时使馆区实际并未遭到攻击但6月10日，八国决定出兵，于11日集结了2,000人的西摩尔远征军，未经清廷许可，试图从天津乘火车前往北京支援使馆区，因铁路部分路段被毁，出天津不远即下车步行。在天津还有2,400联军士兵，多是俄军。中国的清政府正在犹豫是支持拳民抗击外国入侵还是镇压这一威胁朝廷的团体。
同期黄海海岸外数英里有大量西方和日本的战舰。6月15日，清军在海河布置了水雷以防八国联军派战舰发起进攻。为避免海上与天津的补给和通讯线受到威胁，各战舰的统帅在16日開会，认为控制海河河口的大沽口炮台是在华北维持据点的关键。在场的联军各国只有美国海军少将路易斯·肯普弗反对，称他无权对中国開戰。肯普弗说进攻是“战争行为”，因此拒绝参与。但肯普弗同意一艘老旧的美国炮舰“莫諾卡西”號停驻在炮台附近，作为附近市民的避难所。會後由公使團元老、法國駐天津總領事杜士蘭轉交最後通牒給直隶总督裕禄，要求清军在17日凌晨2点前交出大沽口，逾时不交则各国將以力占据。裕禄奏摺稱17日5点才收到此照會，當時雙方已交戰數小時。
这是外国水手的大胆要求。包括非战斗的“莫诺卡西”，只有十艘船可以从200码宽的河口的岸上通过，进入海河，以占领或袭击四座炮台。只有900人能被集合参与这次行动。相反的是炮台内和沿河停靠的数艘现代炮舰上的中国士兵和水手有大约2,000人。清军也开始在河口附近埋下地雷，在炮台安装鱼雷管。16日晚，外国战舰开始入河，建立可发起对大沽口炮台的占领或袭击的据点。

## 戰鬥序列

### 聯軍
| 艦名               | 排水量（長噸） | 火砲/艦長                                        | 圖片 |
| ------------------ | -------------- | ------------------------------------------------ | ---- |
| 朝鮮人號砲艦       | 1,213          | 2x8"，1x6"，4x9磅，4x1.5"                        |      |
| 吉利亞克號砲艦     | 963            | 1x4.7"，5x3"，2x2.6"，4x1.8"                     |      |
| 海狸號砲艦         | 950            | 1x9"，1x6"，9x機槍                               |      |
| 阿爾吉利亞人號炮艦 | 1,050          | 6x4"25磅，4x3磅。Robert Hathorn Johnston Stewart |      |
| 鱈魚號魚雷砲艦     | 390            | 1x3"12磅，5x6磅。Colin Mackenzie                 |      |
| 名譽號魚雷砲艦     | 272            | 1x3"12磅，5x6磅。羅傑·凱斯                       |      |
| 鸡貂号炮舰         | 894            | 8x3.4"，6x1.4"。Wilhelm von Lans                 |      |
| 獅子號砲艦         | 503            | 2x5.5"                                           |      |

## 战役
戰役於17日凌晨開始，哪一方先開火有不同說法。所有西方來源都說清军炮台不等最后期限到来就于17日凌晨0:45向聯軍軍舰开火，可能是營官封得勝在備戰時意外發炮。多數中方來源，包括羅榮光的奏摺，說是联軍軍舰先开火。俄国炮舰“朝鲜人号”在炮台齐射中被重创。“莫諾卡西”號虽然远离战斗，又有军官保护船上的37名妇女儿童，故处于“一个绝对安全的位置”，船头也遭受了一个中国的炮弹，没有伤到人。船长很快将其移到更安全的地方。清军炮台的射击精准，还击中了英军“鳕鱼”號、德军“鸡貂”號、法军“狮子”號，驱赶了俄军“吉利亚克”（Guiliak）号。俄军打开了“吉利亚克”号的探照灯，将自己暴露于清军的火力下。“吉利亚克”号和另一艘战舰被严重损伤。18名俄军死亡，65人受伤。

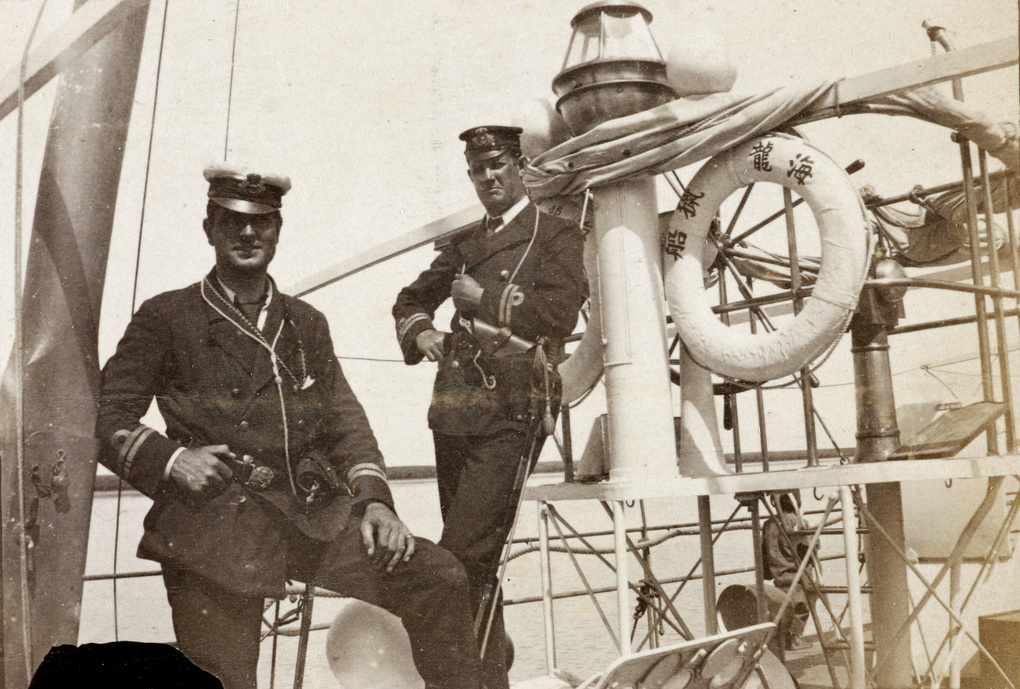
科林·麥肯齊上尉在「海龍」號上留影

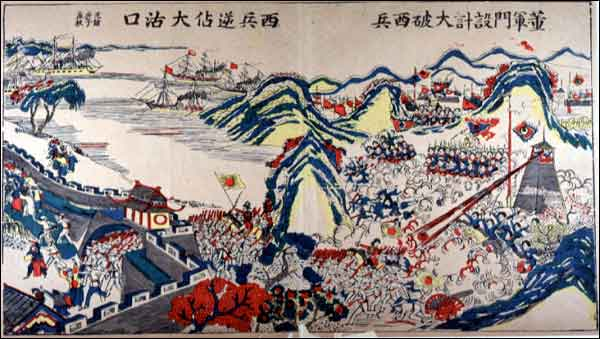
联军进攻大沽口影响了慈禧太后支持拳民的决定。

对联军进攻最严重的威胁是停泊在大沽口沿岸的海容號防護巡洋艦，及在船塢維修的“海龙”、“海犀”、“海青”、“海华”四艘德国新造海龍級魚雷艇，和「飛霆」號魚雷砲艦。但北洋水師統領葉祖珪不想與外國開戰，戰前與联军達成停火協議，因此在炮台开火后，海容號沒有開火。两艘英国鱼雷艇“鳕鱼”號、“名誉”號（分别由上尉科林·麥肯齊和罗杰·凯斯指挥）各拖着一艘载10人全副武装登陆部队的捕鲸船，和俄国“吉利亚克”号拖带一艘装满士兵的小船冲向北洋鱼雷艇，遭遇强烈抵抗，“吉利亚克”号弹药舱中弹爆炸放弃任务，“鳕鱼”號亦中一枚六英寸炮弹但弹头没有爆炸。最终“鳕鱼”號、“名誉”號和拖带的划艇得以靠上和占领了这四艘鱼雷艇。战斗中“海华”舰管带饶鸣衢阵亡。这四艘鱼雷艇后被英、德、俄、法各分一艘，并在当时同被命名为“大沽”号。「海容」號、「飛霆」號被聯軍扣留，《辛丑條約》簽訂後歸還中國。
双方的大砲对决僵持直至接近拂晓时联军将所有船员投入对西北炮台的地面进攻。200名俄、奥军队带路，380名英、意军队跟随，300名日军在后。联军有一些运气，地面进攻开始时，炮台的火药库爆炸了，在随后的混乱中日军得以攻占炮台。英、意军随后带队攻打北炮台，很快攻占。
河南侧仍有两座炮台。联军用自己所有的和占领的中国炮台的枪炮瞄准这两座炮台。他们一次性爆破了另一座火药库，很快中国士兵丢弃了炮台。联军地面军队随后渡河，几乎未受抵抗就占领了炮台。大沽口炮台的战斗结束于早上6:30。总计900名士兵和水手的联军遭受了172人伤亡。中方伤亡不详，但炮台被描述为淹没在“血河”里。然而，罗伯特·B. 埃杰顿说，中方伤亡“可能不重”。

## 影响
联军海军对大沽口的进攻有着深远的影响。此战最初送到北京的战报是裕禄在天津所发，强调正面战绩，没有告诉慈禧太后联军已攻占了炮台。
此战将清政府明确推到了拳民一方，中国军队被命令抵抗中国领土上的外国军队。次日，6月18日，西摩尔上将和他的2000人被中国军队在京津铁路沿线攻击，在廊坊一带遭受400余人伤亡后，西摩尔决定放弃到达北京的目标，撤退到天津。19日，中国将一份最后通牒送给了北京使馆区的外交官们，通知他们在24小时内离京。外国人们担心自身安全拒绝离开后，20日，使馆区包围战开始。在义和团运动剩下的时间里，大沽口炮台一直在外国人控制下。
联军军官表扬了中国军队在防御大沽口炮台时表现出来的勇气和技能。

## 在流行文化中
- 同年，托马斯·A·爱迪生股份有限公司（英语：Thomas A. Edison, Inc.）推出了一部纪录片短片《联军轰炸大沽口》（1900年），该片以微缩方式再现了这些事件。[29]

## 引用
1. ↑   . 维基文库.
2. 1 2 3  Robert B. Edgerton. . W. W. Norton & Company. 1997: 73  [2010-11-28]. ISBN 0-393-04085-2. kempff louis american.
3. 1 2  Scharf and Harrington, p. 95; Fleming, pp. 80-81
4. ↑  Thompson（2009年），第68页
5. ↑  Tan, Chester C. The Boxer Catastrophe. New York: Columbia U Press, 1955, p. 72
6. 1 2  United States. Adjutant-General's Office. Military Information Division. . U.S. Government Printing Office. 1901: 533.
7. ↑  Fleming, Peter. The Siege of Peking. New York: Dorset Press, 1959, pp. 79–81
8. ↑  Sharf & Harrington（2000年），第91页
9. ↑  Xiang（2003年），第286页
10. ↑  孔祥吉. . 《历史档案》. 1988年, (第1期)  [2025-03-24]. （原始内容存档于2025-03-24） –中华文史网.
11. 1 2  Thomas Brassey. John Leyland , 编. . Porsmouth: J. Griffin and Co. 1901: 207.
12. ↑  . The National Archives.   [2025-03-23]. （原始内容存档于2025-01-23）.
13. ↑  H. C. THOMSON. .  (PDF). London: LONGMANS, GREEN, AND CO. 1902: 31.
14. 1 2  Xiang（2003年），第288页
15. ↑   . 维基文库. 夷人之攻大沽也，營官封得勝手燃礮，傷英兵艦一，已而兵大至
16. ↑  Landor, A. Henry Savage.  China and the Allies. New York: Scribner’s Sons, 1901, pp 118–119, 131
17. 1 2  Robert B. Edgerton. . W. W. Norton & Company. 1997: 74  [2010-11-28]. ISBN 0-393-04085-2. russian commander gunboat searchlight.
18. ↑  Drashpil, Boris V.; Tamara, Toshio; Wright, C. C. . Warship International. 1987, 24 (2): 193. JSTOR 44894627.
19. 1 2  馬幼垣. . 嶺南學報. 1999年10月1日, 1 (第一期): 506  [2025年3月27日]. （原始内容存档于2024年12月6日）.
20. 1 2  戚其章. . 人民出版社. 1998年3月22日: 498頁. ISBN 9787010026480.
21. ↑  . eMedals Inc.   [2025-03-23]. （原始内容存档于2025-03-23）.
22. ↑  Sharf, 95–96
23. ↑  Landor, 126
24. ↑  Fleming, p. 83
25. ↑  Sharf & Harrington（2000年），第92页
26. ↑  Fleming, pp. 83–84
27. ↑  Thompson（2009年），第73-74页
28. ↑  Landor, p. 130
29. ↑  . Library of Congress, Washington, D.C. 20540 USA.   [2024-12-11]. （原始内容存档于2024-12-13）.